# Drakensang Online
A Drakensang Online régen egy böngészőből játszható, ingyenes, Diablo-szerű szerepjáték volt, melyet a német Bigpoint fejlesztett. Ma már le kell tölteni. A nyílt béta fázis 2011 augusztusától 2012 júliusáig tartott. A cég elmondása szerint 17 millió regisztrált felhasználójuk van. Dobozos formában 2011 novemberében vált megvásárolható a játék.
A játékban tapasztalati pontokkal lehet szintet lépni. Egyes szinteken különböző képességeket kapsz, amikkel harcolni lehet. A játékban a fő XP források a feladatok, melyeknek a legtöbb felhasználó szerint 2 fajtája van: futkosós miben egy városban kell kérésre emberekkel beszélni, vagy területeken át kell üzenetet továbbítani. 
Ölő, miben mobokat (vagy egy bizonyos mobot pl. Az árnyékvilág  hírnöke) kell megölni. 
4 karakteroszály van.
1.sárkányharcos  (csak közelharc)
2. Kőrmágus  (csak távolharc)
3. Kalandvadász (íjász) (gyengébb közel- és távolharc)
4. Törpemester (puskás) (korlátozott számú, idézhető  gépek miatt erős távolharcos.)

## Fejlesztés
A játék elődje a 2008-as Drakensang: The Dark Eye, illetve annak folytatása, a 2010-es Drakensang: The River of Time, melyeket a Radon Labs fejlesztett. Ezek klasszikus szerepjátékok voltak melyek a The Dark Eye (DSA, Das Schwarze Auge) nevű világban játszódtak. 2010-ben a fejlesztőknek anyagi gondjai támadtak, a Bigpoint pedig felvásárolta a céget, valamint a játékok jogait. 2010 szeptemberében bejelentették a Drakensang Online fejlesztését.